# Opius columbiacus
Opius columbiacus är en stekelart som beskrevs av Fischer 1964. Opius columbiacus ingår i släktet Opius och familjen bracksteklar. Inga underarter finns listade i Catalogue of Life.